# 梁白波
梁白波（1911年—1976年），籍贯廣東中山，出生于上海，是一位女性漫畫家和画家。梁白波曾在新加坡和菲律宾工作，她也是決瀾社的成员 。她与叶浅予有过三年的婚外情。第二次国共内战后梁白波移居台湾，但最終自杀身亡。

## 生平
梁白波出生于上海。 畢業於杭州西湖藝專和上海新華藝專。曾為殷夫的《孩兒塔》作插圖。後來前往新加坡、菲律賓避難。
1935年初，梁白波回到上海。期間她與叶浅予相戀。同年9月，上海的《立報》創刊，梁白波在該刊物上發表漫畫《蜜蜂小姐》。中國抗日戰爭爆發後，梁白波加入叶浅予領導的救亡漫畫宣傳隊並隨之前往武漢，同時她還在《抗戰漫畫》上發表抗日漫畫。
1938年，梁白波愛上了中華民國空軍飞行员陈恩杰，並且终止了与叶浅予的恋情，后来梁白波嫁给了陈恩杰。
日本投降後，梁白波于1946年回到上海。中國共产党接管中国大陆后，她随丈夫移居台湾，兩人育有一子。她曾在台南的龍門窯廠當美工，後來又為聯合報副刊小說作插圖。梁白波後來患上了精神分裂症，后于1976年在台湾自杀身亡。